# Neogomphus
Neogomphus is een geslacht van libellen (Odonata) uit de familie van de rombouten (Gomphidae).

## Soorten
Neogomphus omvat 3 soorten:
- Neogomphus bidens Selys, 1878
- Neogomphus edenticulatus Carle & Cook, 1984
- Neogomphus molestus (Hagen in Selys, 1854)